# Corti Egon Caesar Conte
Egon Caesar Conte Corti alle Catene, vanaf 1919 Egon Caesar Corti (2 april 1886 in Agram, thans Zagreb, Kroatië - 17 september 1953 in Klagenfurt, Oostenrijk) was een Oostenrijks-Italiaanse militair, historicus en schrijver.
Corti was afkomstig uit een oude Lombardische adellijke familie, die de kant van Oostenrijk had gekozen bij de eenwording van Italië. Zijn vader was de latere Oostenrijkse veldmaarschalk luitenant Hugo Conte Corti (1851-1916), wiens vader Franz Conte Corti (1803-1890) eveneens veldmaarschalk luitenant was. Zijn moeder Olga Müller kwam uit een middenklassegezin. Corti begon zelf ook aan de loopbaan van beroepsofficier. Na de Eerste Wereldoorlog in 1918 begon hij echter biografische werken te schrijven. Hij kon aan de Universiteit van Wenen werken onder auspiciën van de historicus Heinrich Srbik.
Hij schreef biografieën over de geschiedenis van de 19e eeuw en specialiseerde zich in biografische werken over persoonlijkheden uit de Europese aristocratie. Hij was monarchistisch en getrouwd met een Joodse vrouw. Desalniettemin werd hij lid van de Volksbund, opgericht in 1937 als dekmantel voor de NSDAP in Oostenrijk. Na de Anschluss in 1938 werd zijn aanmelding bij de NSDAP afgewezen omdat zijn echtgenote joods was.
Corti's enige zoon Ferrante (9 februari 1925 - december 1944, vermist in de Tweede Wereldoorlog) werd in 1940 op 15-jarige leeftijd gearresteerd en dagenlang ondervraagd door de Gestapo wegens een verdenking van samenspanning tegen de nazi's. Later in de oorlog werd Ferrante Corti toegewezen aan een strafbataljon.
Corti's boeken en biografieën onderscheiden zich van andere soortgelijke werken: enerzijds bevatten ze tal van originele verklaringen van tijdgenoten, anderzijds bevatten de werken unieke historisch bronnen: een aantal edelen en adellijke huizen gaven Conte Corti - als enige auteur, omdat hij ook van adel was - toegang tot hun geheime privé-archieven, die inmiddels weer gesloten zijn of vernietigd in de Tweede Wereldoorlog.
Corti overleed in 1953, een paar maanden voor zijn vrouw.
Hij werd internationaal bekend door onder meer zijn werk over de geschiedenis van de opgravingen te Pompeï en Herculaneum, en vertalingen daarvan, onder meer ook in het Engels en Nederlands.
Zijn biografie Maximilian und Charlotte von Mexiko (1924) verscheen in 1960 in het Nederlands als Het tragische leven van keizer Maximiliaan.  Al in 1937 kwam zijn biografie Elisabeth von Österreich, Tragik einer Unpolitischen (1934)  in Nederlandse vertaling als Elisabeth, een merkwaardige vrouw, naar de schriftelijke nalatenschap der keizerin, de dagboeken haren dochter en andere ongepubliceerde dagboeken en documenten uit. 